# Оскар Вільєгас
Оскар Адольфо Вільєгас Камара (ісп. Оскар Адольфо Вільєгас Камара; нар. 15 квітня 1970, Кочабамба, Болівія) — колишній болівійський футболіст, нападник, футбольний тренер. Головний тренер національної збірної Болівії.

## Кар'єра гравця
Народився в Кочабамбі. Вихованець клубу «Енріке Хапп», у 17-річному віці дебютував за «Аурору». Наступного року перебрався до «Болівару». Потім почергово виступав за «Сан-Хосе», «Хорхе Вільстерман» та «Реал Санта-Круз». У сезоні 1999 року став гравцем «Індепендьєнте Петролеро». Однак отримав важку травму коліна й був змушений завершити кар'єру гравця.

## Кар'єра тренера
Незабаром після завершення кар'єри гравця приєднався до тренерського штабу Росаріо Мартінеса в «Реал Потосі». Згодом тренував юнацьку команду «Аурори», а після цього — дорослий склад «Індпендьєнте де Кільяколло».
Після періоду роботи у «Хорхе Вільстермані», 2004 року повертається до «Аурори», де спочатку тренує юнацьку команду, а в березні 2004 року, після звільнення Хуліо Самори, призначений виконувачем обов'язків головного тренера першої команди, але вже в вересні того ж року звільнений з займаної посади та замінений на Хуана Карлоса Фернандеса.
У 2005 році, після відходу Самори, повернувся до «Аурори», але вже в квітні 2006 року замінений на Луїса Ісласа. Після відходу Ісласа повернувся на тренерський місток клубу, але в серпні того ж року його змінив Луїс Галарза. 
У 2007 році найнятий Федерацією футболу Болівії, очолив юнацьку (U-17) та молодіжну збірну Болівії. У 2010 році повернувся до «Болівара», де очолював молодіжні команди, а сезон 2014 року провів на чолі команди «Олвейс Реді» після того, як вони уклали партнерство з Боліваром, щоб виступати як їх резервна команда.
25 квітня 2016 року призначений виконувачем обов'язків головного тренера «Болівар», замінивши Рубена Даріо Інсуа. Повернувся на свою попередню посаду в травні після призначення Беньята Сан-Хосе, а в грудні 2018 року покинув клуб, оскільки посаду головного тренера зайняв Вальтер Флорес.
Згодом Вільєгас працював асистентом свого брата в національній збірній Болівії, командах «Олвейс Реді» та «Блумінг». 22 квітня 2022 року повернувся до команди «Олвейс», де його призначили головним тренером молодіжних команд.
У вересні 2022 року Вільєгаса призначили головним тренером команди «Олвейс Реді» до кінця сезону, після звільнення Хуліо Сесара Бальдів'єсо. По завершенні сезону повернувся на попередню посаду, але в травні знову став виконувачем обов'язків головного тренера, після того як пішов Клаудіо Біяджо; 8 травня 2023 року призначений повноцінним головним тренером, але через проблеми зі здоров'ям 30 березня наступного року повернувся до молодіжного складу.
19 липня 2024 року призначений головним тренером національної збірної Болівії, при цьому Оскар очолював всі категорії юнацьких збірних країни.

## Особисте життя
Старший брат, Едуардо, також професіональний футболіст і тренер. Обидва грали разом у Сан-Хосе в 1994 році, а згодом працювали разом протягом трьох років